# Рецептор тиреоїдного гормону
Рецептор тиреоїдного гормону — це рецептор, що активується при зв'язуванні з гормонами щитоподібної залози та належить до типу ядерних рецепторів.

## Функція
Рецептори тиреоїдного гормону беруть участь у регуляції метаболізму в організмі та впливають на частоту серцевих скорочень. Також, ці протеїни відіграють важливу роль в процесах росту організму.

## Ізоформи
Виділяють альфа (TR-α) та бета (TR-β) ізоформи рецептора тиреоїдного гормону, що кодуються геном TR, розташованим на хромосомі 17 та 3, відповідно для ізоформ альфа та бета. Також, ізоформи мають свої підтипи:
- TR-α1 — переважно експресується в тканинах міокарду та скелетній мускулатурі
- TR-α2 — не має здатності до зв'язування тиреоїдних гормонів, та є гомологом до вірусного онкогену erb-A
- TR-β1 — переважно експресується в тканинах головного мозку, а також нирках та печінці
- TR-β2 — переважно експресується в гіпоталамусі та гіпофіз

## Патологічні стани
Мутації в гені, що кодує рецептор тиреоїдних гормонів може призводити до розвитку резистентності організму до гормонів щитоподібної залози.